# Rolf Birkhölzer
Rolf Birkhölzer (* 29. September 1949 in Morsbach) ist ein ehemaliger deutscher Fußballspieler, der als Torwart in der Saison 1968/69 zwölf Bundesligaspiele für den 1. FC Köln bestritten hat.

## Laufbahn
Rolf Birkhölzer wurde im Bergischen Land geboren und wuchs in Köln auf. Schon als Jugendlicher stand er für den 1. FC Köln im Tor. Bereits als 14-Jähriger zählte Birkhölzer zum Kader der deutschen Schüler-Nationalmannschaft, kam aber hier nie zum Einsatz. Über verschiedene regionale Auswahlmannschaften gelang ihm schließlich als 18-Jähriger der Sprung in die Jugendauswahl des DFB, für die er sieben Länderspiele bestritt, darunter ein UEFA-Turnier in Südfrankreich.
Als 19-Jähriger erhielt er zur Runde 1968/69 einen auf zwei Jahre festgesetzten Lizenzspielervertrag beim 1. FC Köln und wurde vom damaligen Trainer des FC, Hans Merkle, in seiner Debütsaison zwölf Mal eingesetzt. In der darauf folgenden Spielzeit wurde Manfred Manglitz als neuer Stammtorhüter verpflichtet, so dass Birkhölzer zu keinen weiteren Bundesligaeinsätzen mehr kam und die „Geißböcke“ zum Ende der Saison 1969/70 verließ. Er ging zum Süd-Regionalligisten KSV Hessen Kassel, mit dem er 1971 den Aufstieg in die Bundesliga nur knapp verpasste, drei Jahre später, 1974, verpassten die Hessen allerdings auch die Qualifikation für die neu eingeführte 2. Bundesliga. Birkhölzer wechselte nun zum Oberligisten VfB Gießen, wo er bis 1978 blieb, in den letzten drei Spielzeiten fungierte er als Spielertrainer. In gleicher Funktion war er anschließend auch bei seinem nächsten Verein, der TuSpo Ziegenhain, tätig. Mit dem Oberligisten gewann er 1981 den Hessenpokal.
Im selben Jahr beendete er seine aktive Laufbahn und war neben seinem Beruf als Lehrer zunächst ab dem 1. Juli 1981 für den Zweitligaabsteiger FSV Frankfurt tätig. Birkhölzer gelang mit den Bornheimern zwar die direkte Rückkehr in die 2. Bundesliga, als der FSV allerdings nach 15 Spieltagen nur den vorletzten Platz belegte, wurde Birkhölzer am 15. November 1982 entlassen; der FSV stieg am Ende der Runde dennoch ab. Anschließend folgten noch einige weitere Trainerstationen im hessischen Amateurlager.

### Vereine

#### Als Spieler
- 1968–1970: 1. FC Köln
- 1970–1974: KSV Hessen Kassel
- 1974–1978: VfB Gießen
- 1978–1981: TuSpo Ziegenhain

#### Als Trainer
- Juli 1981 bis November 1982: FSV Frankfurt
- ab 1984: Schrecksbach, Bad Homburg vor der Höhe, TuSpo Ziegenhain

### Statistik
- Sieben Jugend-Länderspiele
- 1. Bundesliga
Zwölf Spiele 1. FC Köln
- Regionalliga Süd
72 Spiele KSV Hessen Kassel
- DFB-Pokal
Zwei Spiele 1. FC Köln
- Europapokal der Pokalsieger
Zwei Spiele 1. FC Köln

### Erfolge
- 1970: DFB-Pokal-Finale (es spielte Manglitz)
- 1979: Aufstieg in die Oberliga Hessen
- 1981: Hessen-Pokal-Sieger

als Trainer:
- 1982: Aufstieg in die 2. Bundesliga

## Neben dem Fußball
Während seiner Zeit in Kassel und Gießen studierte Birkhölzer Sport und Kunst auf Lehramt und war anschließend Realschullehrer. Von 1988 bis 2003 arbeitete er in der Sportredaktion der Wetzlarer Neuen Zeitung.